# Coupe de France de rugby à XIII 1976-1977
Navigation
Édition précédente Édition suivante
La Coupe de France de rugby à XIII 1976-1977 est la 39e édition de la Coupe de France, compétition à élimination directe mettant aux prises des clubs de rugby à XIII amateurs et professionnels affiliés à la Fédération française de jeu à XIII (aujourd'hui Fédération française de rugby à XIII).

## Liste des équipes en compétition en huitièmes de finale
| \| AS Carcassonne XIII Catalan RC Roanne AS Saint-Estève US Villeneuve Toulouse olympique XIII et II La Réole XIII RC Marseille Tonneins XIII RC Albigeois Salon XIII XIII Limouxin Bordeaux XIII RC Saint-Gaudens SU Cavaillon \| Clubs prenant part à la Coupe de France de rugby à XIII 1977. |
| AS Carcassonne XIII Catalan RC Roanne AS Saint-Estève US Villeneuve Toulouse olympique XIII et II La Réole XIII RC Marseille Tonneins XIII RC Albigeois Salon XIII XIII Limouxin Bordeaux XIII RC Saint-Gaudens SU Cavaillon                                                                     |

## Phase finale
|  | Huitièmes de finale         | Huitièmes de finale                  |              |    | Quarts de finale        | Quarts de finale        |  |  | Demi-finales              | Demi-finales              |  |  | Finale                    | Finale                    |
|  | Huitièmes de finale         | Huitièmes de finale                  |              |    | Quarts de finale        | Quarts de finale        |  |  | Demi-finales              | Demi-finales              |  |  | Finale                    | Finale                    |
|  |                             |                                      |              |    |                         |                         |  |  |                           |                           |  |  |                           |                           |
|  | le 3 avril 1977 à Toulouse  | le 3 avril 1977 à Toulouse           |              |    | le 17 avril 1977 à Albi | le 17 avril 1977 à Albi |  |  | le 1er mai 1977 à Avignon | le 1er mai 1977 à Avignon |  |  | Le 14 mai 1977 à Narbonne | Le 14 mai 1977 à Narbonne |
|  | le 3 avril 1977 à Toulouse  | le 3 avril 1977 à Toulouse           |              |    | le 17 avril 1977 à Albi | le 17 avril 1977 à Albi |  |  | le 1er mai 1977 à Avignon | le 1er mai 1977 à Avignon |  |  | Le 14 mai 1977 à Narbonne | Le 14 mai 1977 à Narbonne |
|  | Carcassonne                 | 9                                    |              |    | le 17 avril 1977 à Albi | le 17 avril 1977 à Albi |  |  | le 1er mai 1977 à Avignon | le 1er mai 1977 à Avignon |  |  | Le 14 mai 1977 à Narbonne | Le 14 mai 1977 à Narbonne |
|  | Carcassonne                 | 9                                    |              |    | le 17 avril 1977 à Albi | le 17 avril 1977 à Albi |  |  | le 1er mai 1977 à Avignon | le 1er mai 1977 à Avignon |  |  | Le 14 mai 1977 à Narbonne | Le 14 mai 1977 à Narbonne |
|  | Tonneins                    | 2                                    |              |    | le 17 avril 1977 à Albi | le 17 avril 1977 à Albi |  |  | le 1er mai 1977 à Avignon | le 1er mai 1977 à Avignon |  |  | Le 14 mai 1977 à Narbonne | Le 14 mai 1977 à Narbonne |
|  | Tonneins                    | 2                                    | Carcassonne  | 17 |                         |                         |  |  | le 1er mai 1977 à Avignon | le 1er mai 1977 à Avignon |  |  | Le 14 mai 1977 à Narbonne | Le 14 mai 1977 à Narbonne |
|  | le 3 avril 1977 à Tonneins  |                                      | Carcassonne  | 17 |                         |                         |  |  | le 1er mai 1977 à Avignon | le 1er mai 1977 à Avignon |  |  | Le 14 mai 1977 à Narbonne | Le 14 mai 1977 à Narbonne |
|  |                             | Villeneuve-sur-Lot                   | 7            |    |                         |                         |  |  | le 1er mai 1977 à Avignon | le 1er mai 1977 à Avignon |  |  | Le 14 mai 1977 à Narbonne | Le 14 mai 1977 à Narbonne |
|  | Villeneuve-sur-Lot          | Villeneuve-sur-Lot                   | 7            | 27 |                         |                         |  |  | le 1er mai 1977 à Avignon | le 1er mai 1977 à Avignon |  |  | Le 14 mai 1977 à Narbonne | Le 14 mai 1977 à Narbonne |
|  | Villeneuve-sur-Lot          | le 17 avril 1977 à Saint-Estève      |              | 27 |                         |                         |  |  | le 1er mai 1977 à Avignon | le 1er mai 1977 à Avignon |  |  | Le 14 mai 1977 à Narbonne | Le 14 mai 1977 à Narbonne |
|  | Albi                        | 6                                    |              |    |                         |                         |  |  | le 1er mai 1977 à Avignon | le 1er mai 1977 à Avignon |  |  | Le 14 mai 1977 à Narbonne | Le 14 mai 1977 à Narbonne |
|  | Albi                        | 6                                    | Carcassonne  | 34 |                         |                         |  |  |                           |                           |  |  | Le 14 mai 1977 à Narbonne | Le 14 mai 1977 à Narbonne |
|  | le 3 avril 1977 à Cavaillon |                                      | Carcassonne  | 34 |                         |                         |  |  |                           |                           |  |  | Le 14 mai 1977 à Narbonne | Le 14 mai 1977 à Narbonne |
|  |                             | Roanne                               | 12           |    |                         |                         |  |  |                           |                           |  |  | Le 14 mai 1977 à Narbonne | Le 14 mai 1977 à Narbonne |
|  | Roanne                      | Roanne                               | 12           | 26 |                         |                         |  |  |                           |                           |  |  | Le 14 mai 1977 à Narbonne | Le 14 mai 1977 à Narbonne |
|  | Roanne                      | le 1er mai 1977 à Perpignan          |              | 26 |                         |                         |  |  |                           |                           |  |  | Le 14 mai 1977 à Narbonne | Le 14 mai 1977 à Narbonne |
|  | Toulouse II                 | 11                                   |              |    |                         |                         |  |  |                           |                           |  |  | Le 14 mai 1977 à Narbonne | Le 14 mai 1977 à Narbonne |
|  | Toulouse II                 | 11                                   | Roanne       | 21 |                         |                         |  |  |                           |                           |  |  | Le 14 mai 1977 à Narbonne | Le 14 mai 1977 à Narbonne |
|  | le 3 avril 1977 à Cavaillon |                                      | Roanne       | 21 |                         |                         |  |  |                           |                           |  |  | Le 14 mai 1977 à Narbonne | Le 14 mai 1977 à Narbonne |
|  |                             | Toulouse I                           | 15           |    |                         |                         |  |  |                           |                           |  |  | Le 14 mai 1977 à Narbonne | Le 14 mai 1977 à Narbonne |
|  | Toulouse I                  | Toulouse I                           | 15           | 40 |                         |                         |  |  |                           |                           |  |  | Le 14 mai 1977 à Narbonne | Le 14 mai 1977 à Narbonne |
|  | Toulouse I                  | le 17 avril 1977 à Salon-de-Provence |              | 40 |                         |                         |  |  |                           |                           |  |  | Le 14 mai 1977 à Narbonne | Le 14 mai 1977 à Narbonne |
|  | Salon-de-Provence           | 8                                    |              |    |                         |                         |  |  |                           |                           |  |  | Le 14 mai 1977 à Narbonne | Le 14 mai 1977 à Narbonne |
|  | Salon-de-Provence           | 8                                    | Carcassonne  | 21 |                         |                         |  |  |                           |                           |  |  |                           |                           |
|  | le 3 avril 1977 à Lézignan  |                                      | Carcassonne  | 21 |                         |                         |  |  |                           |                           |  |  |                           |                           |
|  |                             | XIII Catalan                         | 16           |    |                         |                         |  |  |                           |                           |  |  |                           |                           |
|  | XIII Catalan                | XIII Catalan                         | 16           | 34 |                         |                         |  |  |                           |                           |  |  |                           |                           |
|  | XIII Catalan                |                                      |              | 34 |                         |                         |  |  |                           |                           |  |  |                           |                           |
|  | Limoux                      | 3                                    |              |    |                         |                         |  |  |                           |                           |  |  |                           |                           |
|  | Limoux                      | 3                                    | XIII Catalan | 36 |                         |                         |  |  |                           |                           |  |  |                           |                           |
|  | le 3 avril 1977             |                                      | XIII Catalan | 36 |                         |                         |  |  |                           |                           |  |  |                           |                           |
|  |                             | Marseille                            | 8            |    |                         |                         |  |  |                           |                           |  |  |                           |                           |
|  | Marseille                   | Marseille                            | 8            | 16 |                         |                         |  |  |                           |                           |  |  |                           |                           |
|  | Marseille                   | le 17 avril 1977 à Toulouse          |              | 16 |                         |                         |  |  |                           |                           |  |  |                           |                           |
|  | Bordeaux                    | 15                                   |              |    |                         |                         |  |  |                           |                           |  |  |                           |                           |
|  | Bordeaux                    | 15                                   | XIII Catalan | 15 |                         |                         |  |  |                           |                           |  |  |                           |                           |
|  | le 3 avril 1977 à Pamiers   |                                      | XIII Catalan | 15 |                         |                         |  |  |                           |                           |  |  |                           |                           |
|  |                             | Saint-Estève                         | 2            |    |                         |                         |  |  |                           |                           |  |  |                           |                           |
|  | Saint-Estève                | Saint-Estève                         | 2            | 21 |                         |                         |  |  |                           |                           |  |  |                           |                           |
|  | Saint-Estève                |                                      |              | 21 |                         |                         |  |  |                           |                           |  |  |                           |                           |
|  | Saint-Gaudens               | 13                                   |              |    |                         |                         |  |  |                           |                           |  |  |                           |                           |
|  | Saint-Gaudens               | 13                                   | Saint-Estève | 21 |                         |                         |  |  |                           |                           |  |  |                           |                           |
|  | le 3 avril 1977 à Pia       |                                      | Saint-Estève | 21 |                         |                         |  |  |                           |                           |  |  |                           |                           |
|  |                             | La Réole                             | 11           |    |                         |                         |  |  |                           |                           |  |  |                           |                           |
|  | La Réole                    | La Réole                             | 11           | 17 |                         |                         |  |  |                           |                           |  |  |                           |                           |
|  | La Réole                    |                                      |              | 17 |                         |                         |  |  |                           |                           |  |  |                           |                           |
|  | Cavaillon                   | 11                                   |              |    |                         |                         |  |  |                           |                           |  |  |                           |                           |
|  | Cavaillon                   | 11                                   |              |    |                         |                         |  |  |                           |                           |  |  |                           |                           |

## Finale (15 mai 1977)
(mt : 9 - 9)
Points marqués :
- Carcassonne : 3 essais de Guilhem (38e), Chauvet (54e) et Alard (79e) ; 3 transformations de Guilhem (38e, 54e et 79e) ; 3 pénalités  de Guilhem (23e, 37e et 77e).
- XIII Catalan : 2 essais de Guéry (10e) et Sauret (65e) ; 1 transformation de Bourret (10e) ; 2 pénalités de Bourret (38e, 44e et 76e) ; 2 drops de Saboureau et Dejean

Évolution du score : 0-5, 0-6, 0-7, 2-7, 7-7, 7-9, 9-9 (m.t.) 9-11, 14-11, 14-14, 14-16, 16-16, 21-16
Arbitre : M. Breysse
Spectateurs : 10 895
Recette : 255 905 francs
Composition des équipes :
- Carcassonne : Alain Séguy - José Moya, Didier Bernard, Bernard Guilhem, Patrick Chauvet - Guy Alard (o), Raymond Toujas (m) - Jean-Paul Arago, André Malacamp, Guy Garcia, Jean-Pierre Vignères, Manuel Caravaca, Charles Rosado (c) - Jean-Claude Couloumina - Entraîneur : Henri Vaslin
- XIII Catalan : Pierre Saboureau - Alain Guéry, Jean-Marc Bourret, Jean-François Fresquet, Jean-Pierre Siré - Bernard Dejean (o), Ivan Grésèque (m) - Henri Berneau, Jacques Moliner, Henri Daniel, Pierre Zamora, Jean-Jacques Cologni, Jean-Pierre Sauret - Gérard Borreil - Entraîneur : Francis Mas